# نبرد پیونگ‌یانگ (۱۸۹۴)
نبرد پیونگ‌یانگ (ژاپنی: 平壌作戦، چینی: 平壤之戰) دومین نبرد مهم زمینی در جنگ اول چین و ژاپن بود. این نبرد در ۱۵ سپتامبر ۱۸۹۴ در پیونگ‌یانگ کره میان نیروهای ارتش امپراتوری ژاپن میجی و ارتش دودمان چینگ چین رخ داد.
حدود ۲۰٬۰۰۰ سرباز چینی از ارتش «هوآی» تحت فرماندهی کل ژنرال «یه‌ ژی‌چائو» در ۴ اوت ۱۸۹۴ به پیونگ‌یانگ رسیده بودند. آن‌ها دیوارهای باستانی شهر را به‌طور گسترده بازسازی کرده بودند و با اتکا به برتری عددی و استحکامات دفاعی، خود را در وضعیت امنی می‌دیدند. ارتش هوآی مجهز به بهترین نیروهای چین بود و تسلیحات مدرنی از جمله تفنگ‌های ماوزر، توپ‌های صحرایی و مقدار زیادی مهمات در اختیار داشت. فرماندهی نظامی چین قصد داشت پیونگ‌یانگ را به مقر اصلی خود در کره تبدیل کند.
ارتش یکم ژاپن به فرماندهی شاهزاده یاماگاتا آریتومو در ۱۵ سپتامبر ۱۸۹۴ از چند سو به پیونگ‌یانگ نزدیک شد. در صبح آن روز، ژاپنی‌ها در حالی که پوشش دفاعی کمی داشتند حمله‌ای مستقیم به گوشه‌های شمالی و جنوب‌شرقی شهر حصارکشی‌شده انجام دادند، اگرچه چینی‌ها مقاومت سرسختانه‌ای انجام دادند، اما ژاپنی‌ها با یک حمله غافلگیرکننده از پشت، مواضع آن‌ها را دور زدند. این مانور باعث تلفات سنگین چینی‌ها در مقایسه با ژاپنی‌ها شد. پس از نبرد، ژاپنی‌ها مقدار زیادی تفنگ، توپ و مهمات چینی را که باقی‌مانده بود، به غنیمت گرفتند.
پس از شکست در پیونگ‌یانگ، چینی‌ها شمال کره را رها کرده و به رود یالو (مرز چین و کره) عقب‌نشینی کردند. با از دست دادن نیروهای آموزش‌دیده و نخبه دودمان چینگ در کره، ارتش این امپراتوری در منچوری مجبور شد با واحدهای قدیمی‌تر «ارتش استاندارد سبز» تقویت شود که از نظر توان نظامی ضعیف‌تر بودند.

## پیشینه

#### آماده‌سازی چینی‌ها در پیونگ‌یانگ
اگرچه چینی‌ها در سئونگ‌هوان از ژاپنی‌ها شکست خوردند، ولی بخش عمده نیروهای چینی در کره، نه در نزدیکی سئونگ‌هوان، بلکه در شهر شمالی پیونگ‌یانگ مستقر بودند. این شهر در کرانه راست رود تِدونگ قرار داشت؛ رودی پهناور که به‌عنوان مسیر دریایی برای حمل‌ونقل به کار می‌رفت. از میان نیروهای چینی مستقر در پیونگ‌یانگ، هشت هزار نفر از طریق دریا و پنج هزار نفر دیگر از راه زمینی از «منچوری» به این شهر رسیده بودند. به این نیروها، سربازان چینی در حال عقب‌نشینی از «آسان» تحت فرماندهی «یه ژی‌چائو» نیز پیوستند. بر اساس استانداردهای چینی، این نیروها از آموزش و تجهیزات مدرن برخوردار بودند. برخی از پیاده‌نظام‌ها تفنگ‌های «وینچستر» آمریکایی حمل می‌کردند و همچنین چهار توپ صحرایی، شش مسلسل و بیست‌و هشت توپ کوهستانی در اختیار داشتند. با این حال، این سلاح‌ها استاندارد نبودند و تأمین منظم مهمات برای آن‌ها دغدغه‌ای بزرگ محسوب می‌شد.
در فاصله اوایل اوت تا اواسط سپتامبر، نیروهای چینی مستقر در پیونگ‌یانگ استحکامات شهر را با خاکریزهای عظیم تقویت کردند. موقعیت جغرافیایی خود شهر نیز به ایجاد یک موضع دفاعی قوی کمک می‌کرد. در شمال شهر، تپه‌هایی قرار داشتند که بلندترین آن‌ها - موسوم به "موکتان-تِی" - بر کل منطقه اشراف داشت. در شرق و جنوب، رودخانه عریض "تدونگ" جریان داشت که دژهایی در امتداد آن ساخته شده بود تا از عبور دشمن جلوگیری کند. تنها منطقه باز و هموار در جنوب غربی شهر قرار داشت که چینی‌ها در آن‌جا سنگرهای مستحکمی احداث کرده بودند.

#### پیشروی ژاپنی‌ها به سوی پیونگ‌یانگ
پس از پیروزی در سئونگ‌هوان، ژاپنی‌ها یک تیپ ۸٬۰۰۰ نفری را به فرماندهی ژنرال اوشیما تقویت کردند. بیش از ۷٬۰۰۰ نفر از این نیروها در سئول و چِمولپو (اینچئون کنونی) متمرکز شدند و بدین‌ترتیب بخش‌های جنوبی و مرکزی کره به‌طور کامل در کنترل ژاپن قرار گرفت. با این حال، از آن‌جا که اکثر نیروهای چینی همچنان در شمال کره مستقر بودند، وضعیت نظامی ژاپن ایجاب می‌کرد که بلافاصله نیروهای کمکی به این شبه‌جزیره اعزام شوند.
با توجه به اینکه هدف اصلی ژاپنی‌ها نیروهای چینی مستقر در پیونگ‌یانگ بود، چهار مسیر برای اعزام نیرو به این شهر پیش رو داشتند:
1. بندر چمولپو
2. بندر پوسان در جنوب کره
3. بندر وُنسان در شرق کره
4. پیاده‌سازی مستقیم نیرو در مصب رود تدونگ در مجاورت پیونگ‌یانگ

با توجه به محدودیت زمانی و استراتژی ژاپنی‌ها برای اخراج نیروهای چینی از کره قبل از فرا رسیدن زمستان (به منظور جلوگیری از طولانی شدن عملیات نظامی)، مسیر پوسان کنار گذاشته شد. اگرچه انتقال نیرو از این مسیر از نظر لجستیکی مشکلی ایجاد نمی‌کرد و کشتی‌های ترابری خارج از برد ناوگان چینی قرار می‌گرفتند، اما نیروهای پیاده باید بیش از ۶۵۰ کیلومتر را در جاده‌های نامناسب کره طی می‌کردند که بسیار زمان‌بر بود. در نهایت ژاپنی‌ها تصمیم گرفتند نیروهای خود را عمدتاً به چمولپو در ساحل غربی و بخشی را نیز به ونسان در ساحل شرقی منتقل کنند. اگرچه مسیر ونسان به پیونگ‌یانگ نیز به دلیل وضعیت نامناسب جاده‌ها چالش‌برانگیز بود، اما این مسافت تنها حدود ۱۶۰ کیلومتر بود و از طرفی بندر ونسان کاملاً امن محسوب می‌شد، چرا که کشتی‌های ترابری ژاپنی می‌توانستند بدون نیاز به اسکورت به آنجا برسند. اگرچه ژاپنی‌ها امکان پیاده‌سازی نیرو در مصب رود تدونگ را نیز بررسی کردند، اما به دلیل ریسک بالای این عملیات، آن را به عنوان آخرین گزینه در نظر گرفتند.
در ژاپن، ناوگانی متشکل از ۳۰ کشتی ترابری برای این درگیری فراخوانده شده بود که در نزدیکی بندر هیروشیما - بندر اصلی اعزام نیرو به کره - گرد آمده بودند. این کشتی‌ها به صورت گروه‌های جداگانه و بدون محافظ به سمت کره حرکت می‌کردند، با این تفاوت که کشتی‌هایی که از چمولپو حرکت می‌کردند توسط ناوگان جنگی اسکورت می‌شدند. ظرفیت این کشتی‌ها به ژاپنی‌ها اجازه می‌داد در هر بار تنها بین ۱۰ تا ۱۵ هزار سرباز را به کره منتقل کنند. این محاسبه با در نظر گرفتن این واقعیت انجام شده بود که علاوه بر سربازان، تعداد قابل توجهی کارگر، تجهیزات و تدارکات نیز باید جابجا می‌شدند. در نتیجه، ژاپنی‌ها در هر نوبت تنها قادر به انتقال یک تیپ کامل بودند.

#### استراتژی جنگی ژاپنی‌ها
ارتش اول امپراتوری ژاپن با حدود ۱۰٬۰۰۰ نیرو (آمار دقیق تأیید نشده) تحت فرماندهی مارشال یاماگاتا آریتومو متشکل از دو بخش اصلی بود:
- لشکر پنجم استانی (هیروشیما) تحت فرماندهی سرلشکر نوزو میچیتسورا
- لشکر سوم استانی (ناگویا) تحت فرماندهی سرلشکر کاتسورا تارو

نیروهای ژاپنی در ۱۲ ژوئن ۱۸۹۴ بدون مواجهه با مقاومتی در بندر چمولپو پیاده شده بودند. پس از یک عملیات کوتاه مدت در جنوب برای نبرد سئونگ‌هوان در ۲۹ ژوئیه ۱۸۹۴، ارتش اول به سمت پیونگ‌یانگ حرکت کرد و در مسیر به نیروهای کمکی که از طریق بنادر بوسان و ونسان پیاده شده بودند، پیوست.
اگرچه نیروهای ژاپنی تحت فرماندهی کل مارشال یاماگاتا آریتومو قرار داشتند و او مسئول طراحی استراتژی نبرد پیونگ‌یانگ بود، اما خود مارشال یاماگتا تا تاریخ ۱۲ سپتامبر همراه نیروها در چمولپو پیاده نشده بود. فرماندهی عملیاتی حمله به پیونگ‌یانگ بر عهده سرلشکر نوزو میچیتسورا بود که نیروهای زیر را هدایت می‌کرد:
- ستون وُنسان تحت فرماندهی سرهنگ ساتو تاداشی
- ستون سانگ‌نیونگ تحت فرماندهی سرتیپ تاتسومی نائوبومی
- تیپ ترکیبی تحت فرماندهی سرتیپ اوشیما یوشیماسا
- لشکر اصلی تحت فرماندهی شخص نوزو میچیتسورا[۴]

طرح حمله به این شرح بود:
- تیپ ترکیبی حمله روبه‌رو از جنوب را انجام دهد.
- لشکر اصلی از جنوب‌غرب یورش ببرد.
- اجرای مانورهای محاصره و پوشش توسط دو ستون وُنسان و سانگ‌نیونگ
- در صورت عقب‌نشینی چینی‌ها، ستون وُنسان مسئول قطع راه، سرکوب و تعقیب دشمن به سمت شمال شرق بود[۴].

## نبرد

#### ورود نیروهای ژاپنی به میدان نبرد
لشکر اصلی ژاپن بامداد ۱۵ سپتامبر ۱۸۹۴ از جنوب‌غرب به شهر حمله کرد؛ اما پس از دوازده ساعت نبرد سخت، چینی‌ها این یورش را دفع کردند. باران سنگین میدان جنگ را به باتلاقی از گِل و خون تبدیل کرده بود که پر از مجروحان، ارابه‌های تدارکاتی و اسب‌ها بود. همزمان، تیپ ترکیبی ارتش ژاپن به دژهای دفاعی ساحل جنوبی رودخانه تدونگ حمله کرد. اما توپخانه ژاپنی در فاصله زیادی از میدان نبرد قرار داشت و تأثیر چندانی نداشت. با فرارسیدن شب، ژاپنی‌ها مجبور به تخلیه معدود مواضعی شدند که تصرف کرده بودند. عدم موفقیت اولیه این دو یگان در تصرف پیونگ‌یانگ باعث شد گزارش‌های اولیه روزنامه‌ها از پیروزی چینی‌ها در این نبرد حکایت کنند.
در واقعیت اما، ستون‌های وُنسان و سانگ‌نیونگ موفق به تصرف دژ چینی‌ها در موکتان-تِی - واقع در شمال پیونگ‌یانگ - شدند. تسلط بر این موضع به توپخانه ارتش ژاپن اجازه می‌داد به داخل دیوارهای شهر آتش بگشاید. این موقعیت برتر نظامی چینی‌ها را وادار به تسلیم در ساعت ۱۶:۳۰ روز ۱۵ سپتامبر کرد. فرمانده چینی تعهد داد نیروهایش درون دروازه‌های شهر باقی خواهند ماند، اما به دلیل تاریک شدن هوا، ژاپنی‌ها ورود به شهر را به روز بعد موکول کردند. در شامگاه ۱۵ سپتامبر، شمار زیادی از سربازان چینی سعی در فرار به سمت سواحل و شهر مرزی ویجو (روستای امروزی اویجو در کره شمالی) در پایین‌دست رود یالو داشتند. تک‌تیراندازان ژاپنی تعداد زیادی از این فراریان را در جاده‌های شمالی کشتند. با تسلیم چینی‌ها، در ساعات اولیه صبح روز بعد، دو ستون ژاپنی بدون مقاومت از دروازه شمالی شهر وارد شدند. اما به دلیل عدم امکان ارتباط با سایر نیروهای ژاپنی، وقتی لشکر اصلی روز بعد به دروازه غربی شهر حمله کرد، با تعجب دریافت که دروازه کاملاً بی‌دفاع است. در ادامه آن صبح، تیپ ترکیبی نیز از دروازه جنوبی وارد شهر شد. در طول نبرد پیونگ‌یانگ، نیروهای چینی به هیچ وجه قادر به مقابله مؤثر با ژاپنی‌ها نبودند.

## پیامدهای نبرد پیونگ‌یانگ
پس از نبرد پیونگ‌یانگ، فرماندهی ارتش اول ژاپن، به دلیل بیماری مارشال یاماگاتا آریتومو به ژنرال نوزو میچیتسورا منتقل شد. سپهبد اوکو یاسوکاتا نیز فرماندهی لشکر پنجم استانی (هیروشیما) که پیش از این تحت فرمان ژنرال نوزو بود، برعهده گرفت. ژاپنی‌ها بدون برخورد یا مقاومتی، به سمت شمال و به سوی رود یالو پیشروی کردند. چینی‌ها (مانند روس‌ها ده سال بعد در جنگ روسیه و ژاپن) تصمیم گرفته بودند کره شمالی را رها کرده و از ساحل شمالی رود یالو دفاع کنند.
ارتش هُوآی که تحت امر فرماندهی کل ارتش چین ژنرال لی هونگ‌ژانگ بود و به عنوان برترین ارتش چین به شمار می‌رفت؛ متحمل تلفات سنگینی شد و عملاً از هم پاشید. این شکست پایگاه شخص فرماندهی کل ارتش را نیز در دربار چین تضعیف کرد.
«زو بائوگویی» (۱۸۳۷–۱۸۹۴) ژنرال مشهور و مسلمان دودمان چینگ که اهل استان شاندونگ بود، در پیونگ‌یانگ و در اثر آتش توپخانه ژاپن کشته شد.